# Bill Johnson (homme politique)
Pour les articles homonymes, voir Bill Johnson et Johnson.
William Leslie Johnson dit Bill Johnson, né le 10 novembre 1954 à Roseboro (Caroline du Nord), est un homme politique américain membre du Parti républicain. De 2011 à 2024, il représente actuellement le sixième district de l'Ohio à la Chambre des représentants des États-Unis.
Il démissionne du Congrès en janvier 2024 pour prendre la présidence de l'Université d'État de Youngstown.